# Wan (miasto)
Wan (tur. Van, orm. Վան) – miasto we wschodniej Turcji, we Wschodniej Anatolii, w pobliżu wschodniego brzegu jeziora Wan, na wysokości 1725 metrów. Około 380 tys. mieszkańców. 
Według legendy zapisanej w Historii Armenii przez Mojżesza Choreńskiego, miało być założone przez królową Semiramidę, po wojnie z Arą Pięknym i po jego śmierci. Miasto leży w centrum historycznej  z krainy Wielkiej Armenii.
W Wanie znajdują się pozostałości starożytnego miasta Tuszpa, stolicy państwa Urartu.  
W miejscowości znajduje się oddany do użytku w 1971 stadion Van Genclik Spor Stadyumu, na którym rozgrywane są mecze drużyny piłkarskiej Van Genclikspor. Stadion może pomieścić 6000 widzów, w tym 5000 na miejscach siedzących.
W mieście rozwinął się przemysł cementowy oraz spożywczy.

## Trzęsienia ziemi
10 września 1941 miasto nawiedziło trzęsienie ziemi o magnitudzie 5,9 stopnia w skali Richtera.
23 października 2011 miasto nawiedziło trzęsienie ziemi o sile 7,3 w skali Richtera.